# Шуази-о-Бак
Шуази-о-Бак (фр. Choisy-au-Bac) — город на севере Франции, регион О-де-Франс, департамент Уаза, округ Компьень, кантон Компьень-1. Находится в 73 км к юго-востоку от Амьена и в 79 км к северо-востоку от Парижа. Пригород Компьеня, расположен на берегу реки Эна рядом с местом её впадения в Уазу.
Население (2018) — 3 283 человека.

## История
Во времена Меровингов Шуази был одной из королевских резиденций, некоторые из них захоронены в местной церкви Святого Этьена.

## Достопримечательности
- Церковь Святой Троицы XII-XVI веков, сочетание романского стиля, готики и неоготики
- Развалины церкви Святого Этьена

## Экономика
Структура занятости населения:
- сельское хозяйство — 1,2 %
- промышленность — 11,2 %
- строительство — 11,1 %
- торговля, транспорт и сфера услуг — 42,1 %
- государственные и муниципальные службы — 34,4 %

Уровень безработицы (2017) — 11,7 % (Франция в целом — 13,4 %, департамент Уаза — 13,8 %). 

Среднегодовой доход на 1 человека, евро (2018) — 25 070 (Франция в целом — 21 730, департамент Уаза — 22 150).

## Демография
Динамика численности населения, чел.

## Администрация
Пост мэра Шуази-о-Бак с 2020 года занимает Жан-Люк Миньяр (Jean-Luc Mignard). На муниципальных выборах 2020 года возглавляемый им список  одержал победу в 1-м туре, получив 50,96 % голосов.
| Период | Период | Фамилия         | Партия                                  | Примечания            |
| ------ | ------ | --------------- | --------------------------------------- | --------------------- |
| 1971   | 1989   | Робер Муре      |                                         |                       |
| 1989   | 2001   | Робер Пьерре    | Объединение в поддержку Республики      |                       |
| 2001   | 2020   | Жан-Ноэль Генье | Союз за народное движение Республиканцы | старший руководитель  |
| 2020   |        | Жан-Люк Миньяр  |                                         | бывший директор школы |

## Города-побратимы
- Сибл Хедингем, Великобритания (1999)

## Галерея

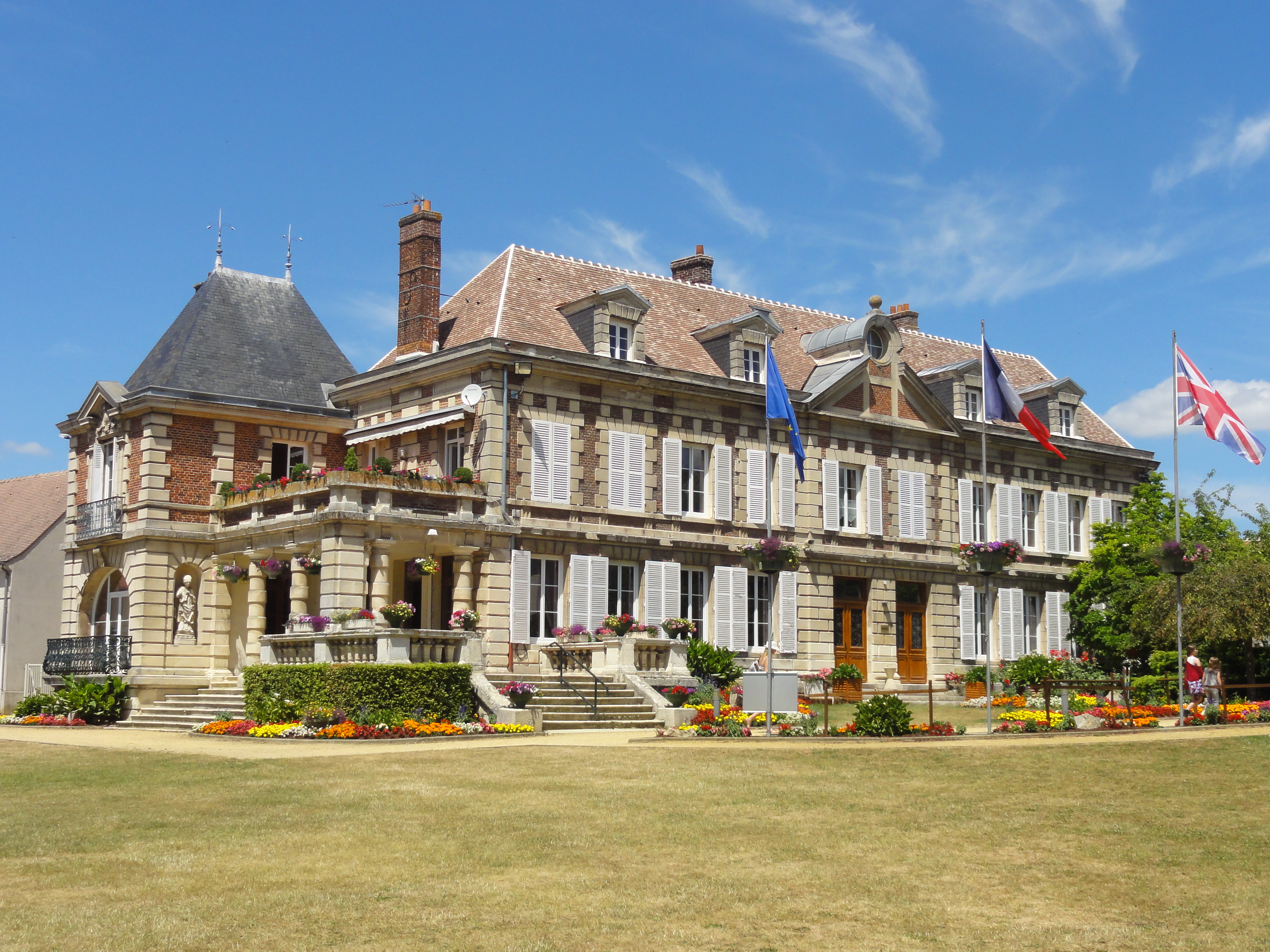
Мэрия
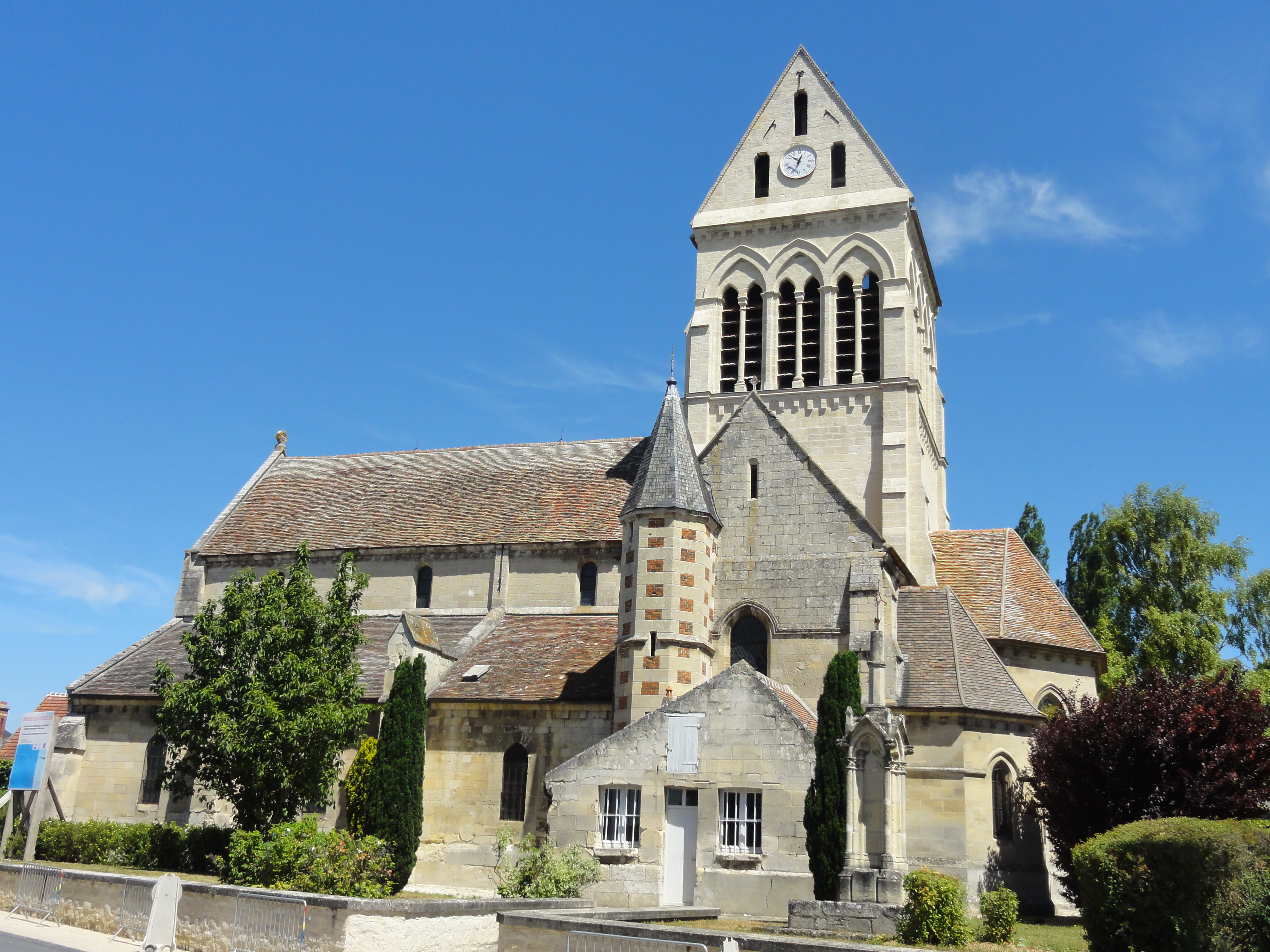
Церковь Святой Троицы

1. 1 2  база данных о французских коммунах — Национальный географический институт Франции, 2015.